# Leutfritz
Leutfritz (mundartlich: Luitfrits, Luipfrits, Leipvrits) ist ein Gemeindeteil der Marktgemeinde Weitnau im bayerisch-schwäbischen Landkreis Oberallgäu.

## Geographie
Der Weiler liegt circa drei Kilometer östlich des Hauptorts Weitnau. Ein entfernterer Teil der Siedlung im Nordosten wird auch als Unterleutfritz bezeichnet.

## Ortsname
Der Ortsname stammt vom Personennamen Liutfrid und bedeutet Ansiedlung des Liutfrid.

## Geschichte
Leutfritz wurde erstmals urkundlich im Jahr 1176 erwähnt, als das Kloster Isny drei Höfe in Lutfridis geschenkt bekam. Leutfritz gehörte einst der Herrschaft Hohenegg an, auch das Kloster Kempten besaß Zinsgüter im Ort. Der Ort besaß zwischen 1951 und 1984 einen Bahnhalt an der Bahnstrecke Kempten–Isny.